# Lindia ecela
Lindia ecela är en hjuldjursart som beskrevs av Myers 1933. Lindia ecela ingår i släktet Lindia och familjen Lindiidae. Inga underarter finns listade i Catalogue of Life.